# Košická dětská historická železnice

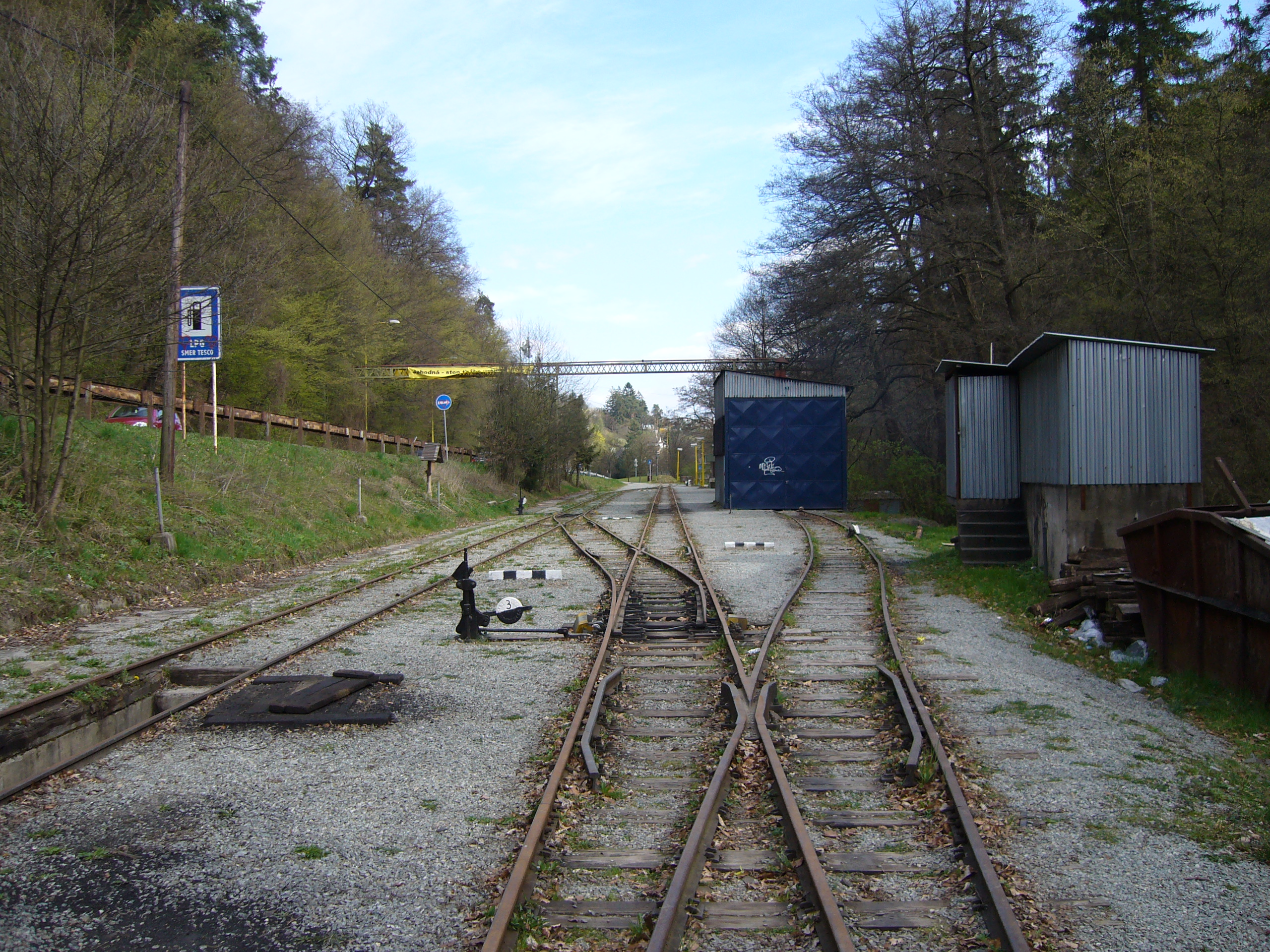
Stanice úzkorozchodné trati v Čermeli

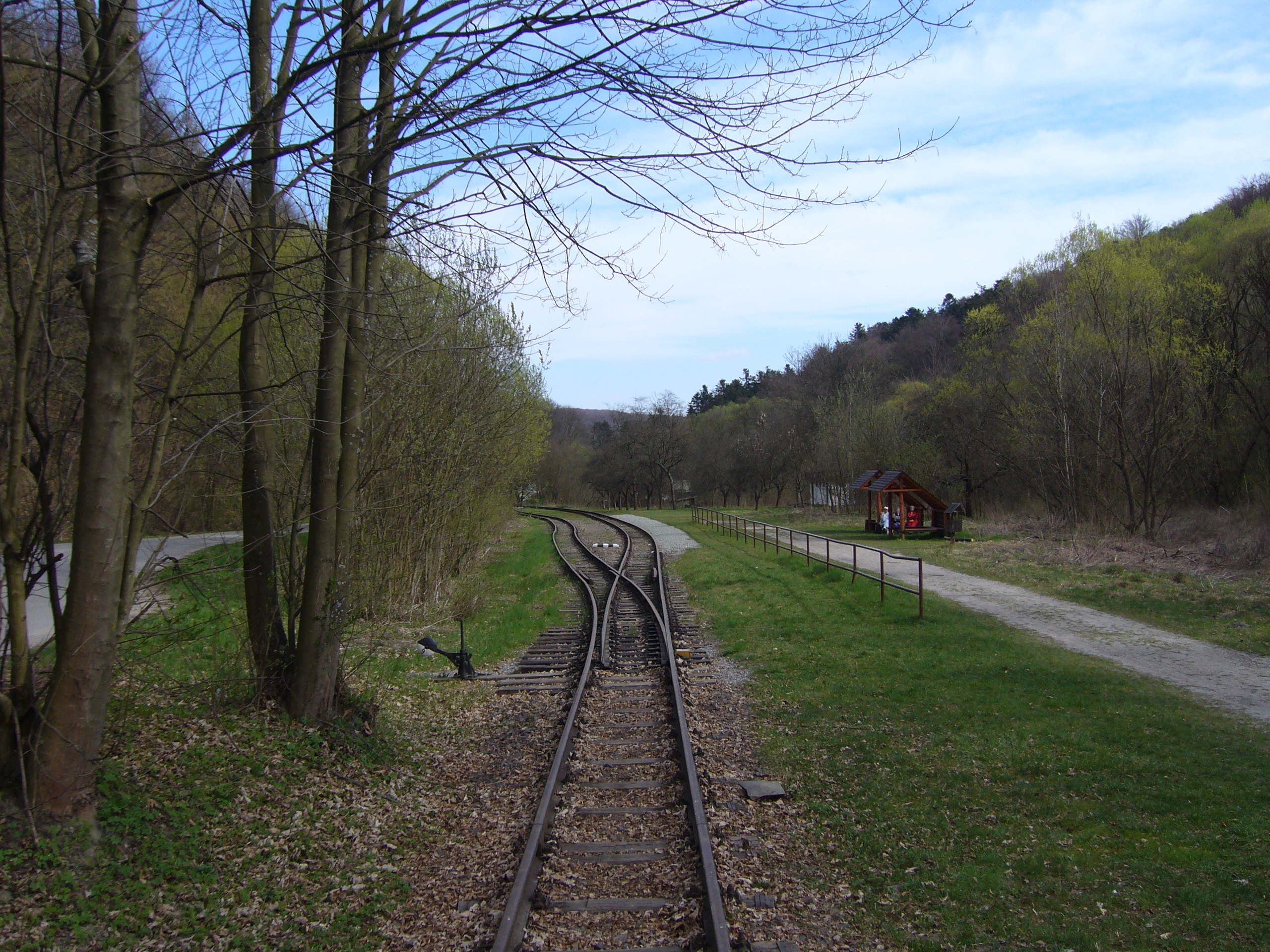
Stanice v rekreační oblasti Alpinka

Košická dětská historická železnice (slovensky: Košická detská historická železnica, v letech 1990–2011 Detská železnica, či Mládežnícka železnica, v letech 1955–1989 Pionierska železnica – neoficiálně taky Čermeľská železnica) je jednokolejná úzkorozchodná železniční trať s rozchodem 1000 mm a délkou 3,9 km ve slovenských Košicích. Trať vede údolím Čermelského potoka v rekreační oblasti Alpinka na severozápadním okraji města.

## Historie
První podnět pro stavbu železnice v Čermeľském údolí podali železničáři z bývalé Košické dráhy spolu s Československou státní automobilovou dopravou a Dopravním podnikem města Košice. Trať měla sloužit pro výuku mladých železničářů a zároveň jako turistická pionýrská železnice, byla první svého druhu v Československu.
Slavnostní výkop stavby byl proveden 17. dubna 1955 a k zahájení provozu došlo 1. května 1956, zajímavostí je, že stavba probíhala ručně, tedy nebyly zde používány žádné mechanizmy. V letech 1973–1975 na ni byla zastavena doprava a v letech 1986–1987 vykonána rozsáhlá obnova tratě.
Od roku 1993 hrozilo zastavení dopravy kvůli přerušované dopravě, jelikož jediný stroj, parní lokomotiva U 36.003 byla vážně poruchová a potřebovala opravu, jen díky klubu přátel U 36.003 nebyla zastavena doprava.
Od 7. května 1996 byla obnovená pravidelná doprava.

## Současnost

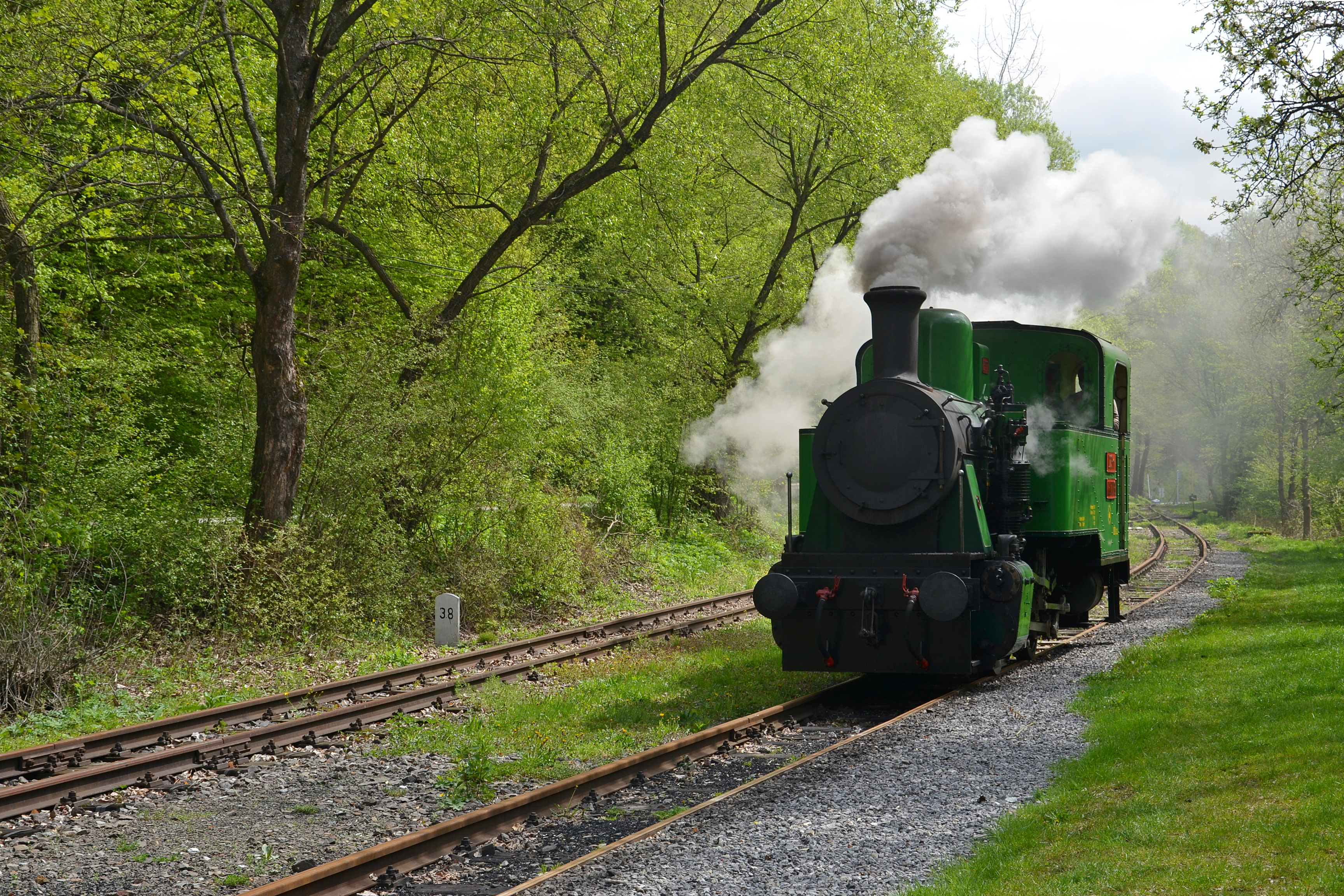
Krutwig

Trať je v provozu vždy od 1. května do poslední srpnové neděle o víkendech a ve vybrané dny a na objednávku. Provoz na trati zajišťuje parní lokomotiva („Katka“), případně dieselová lokomotiva („Danka“) s otevřenými nebo uzavřeným vagonem.
V současné době jsou v provozu 3 lokomotivy a 3 vagony
- Lokomotivy:
  - Parní lokomotiva U 36.003 (Katka)
  - Parní lokomotiva U 29.101 (Krutwig)
  - Dieselová lokomotiva TU 29.003 (Danka)
  - Dieselová lokomotiva TU 29.002 (Janka)
- Vagony:
  - 2 Otevřené (výletní) vagony Ba/u
  - 1 Uzavřený vagon Abc/u

## Informace o železnici
V současné době je Košická dětská železnice jediná svého druhu na Slovensku a zároveň jediná dochovaná pionýrská železnice.
Na trati provozuje dopravu Město Košice společně se Železniční společností Slovensko a Dopravním podnikem města Košice.
Na trati jsou tři stanice:
- Čermeľ
- Vpred
- Pionier/Alpinka

K výchozí stanici Čermeľ je možno se dopravit linkou 14 ze zastávky "Mier" až k nástupní stanici Čermeľ, nebo i k rozcestí u železniční zastávky Alpinka.